# Bayern Journal
Das Bayern Journal war ein Regionalmagazin für Bayern, das als landesweites Fensterprogramm ausgestrahlt wurde. Es wurde zuletzt samstags von 17.30 Uhr bis 18.30 Uhr im Programm von Sat.1 und sonntags von 17.45 Uhr bis 18.45 Uhr im Programm von RTL Television gesendet.

## Geschichte
Die Betreibergesellschaft C.A.M.P. TV von Ralph Piller und Ralph Burkei produzierte das Magazin (www.bayernjournal.de) ab 1984.  Sie erhielt 1985 eine Lizenz für ein landesweites Fensterprogramm bei RTL und 1989 auch eines bei Sat.1. Die Sendezeit bei Sat.1 war zunächst samstags von 16 bis 17 Uhr, wurde ab Mitte der 2000er auf 17:30 Uhr bis 18:30 Uhr verlegt.
Durch den Tod des 50-Prozent-Gesellschafters Ralph Burkei bei einem Terroranschlag in Mumbai verlor die Betreibergesellschaft ihre bayerische TV-Lizenz. Hintergrund war ein politischer Skandal, in den Burkei, der frühere Medienratsvorsitzende Klaus Kopka und der ehemalige BLM-Präsident Wolf-Dieter Ring verstrickt waren. Bei der Neuausschreibung der Sendelizenzen 2009 wurde C.A.M.P. TV nicht mehr berücksichtigt. 2012 wurde in einem aufsehenerregenden Bundesverwaltungsurteil festgestellt, dass der Lizenzentzug durch die BLM auf eine ungültige Vorschrift in der Fernsehsatzung gestützt wurde und rechtswidrig war. C.A.M.P.TV reichte daraufhin eine Schadenersatzklage in Höhe von 25,2 Mio. beim Landgericht München ein. In einem nachfolgenden Zivilrechtsstreit stellte das OLG München zunächst rechtskräftig fest, dass der Gesellschaft dem Grunde nach ein Anspruch auf Entschädigung wegen enteignungsgleichen Eingriffs zusteht; am 29. Oktober 2020 wies das Gericht dann die Klage endgültig ab, weil die Firma nicht nachweisen konnte, dass ihr durch den Entzug der Lizenz Gewinne entgangen sind, da sie in den Vorjahren regelmäßig Verluste gemacht habe. Gegen diese Entscheidung legte die Klägerin 2022 Berufung beim Bundesverfassungsgericht ein, die noch zur Entscheidung aussteht.
Im samstäglichen Fensterprogramm bei SAT 1 wird seit dem November 2009 eine Samstagsausgabe von 17:30 Sat 1 Bayern gesendet, und das sonntägliche Fensterprogramm bei RTL sendete das neue Magazin TV Bayern Live. Die Sendezeit am Sonntag auf RTL wurde 2015 auf Samstag verlegt, sodass nun beide landesweiten Regionalsender zeitweise überlappend gegeneinander senden.

## Empfang
Die Sendung konnte bayernweit über Kabelanschluss sowie über alle terrestrischen Ausstrahlungen des Sat.1- und RTL-Programms in Bayern empfangen werden. Nachdem zur Kabelzuführung bereits seit den 1990er Jahren Feed-Ausstrahlungen über Satellit vorgenommen wurden, war der Satellitenempfang der Fensterprogramme ab April 2009 auch für Normalnutzer möglich.

## Bekannte Mitarbeiter
Das Bayern Journal war Sprungbrett für einige Medienschaffende und öffentliche Personen:
- Michael Marx
- Sabrina Staubitz
- Michael Stürzenberger
- Jan Markus Linhof

## Belege
1. ↑  Klaus Ott: Gefälligkeit unter Freunden. Abgerufen am 24. Oktober 2019.
2. ↑  Bundesverwaltungsgericht | Entscheidung | BVerwG 6 C 39.11. Bundesverwaltungsgericht, 11. Juli 2012, abgerufen am 11. Februar 2017.
3. ↑  Robert Vernier: Millionenklage gegen Rundfunkaufsicht. In: https://www.focus.de/politik/deutschland/millionenklage-gegen-rundfunkaufsicht-focussiert_id_2437241.html. Focus, 16. November 2013, abgerufen am 23. Juni 2024.
4. ↑  Dinah Deckstein: Camp-TV verklagt Bayerns Medienanstalt BLM in Millionenhöhe. In: Der Spiegel. 12. Januar 2013, ISSN 2195-1349 (spiegel.de [abgerufen am 12. März 2024]).
5. ↑  boerse.de v. 29. Oktober 2020 (Seite nicht mehr abrufbar, festgestellt im Oktober 2022. Suche in Webarchiven)  Info: Der Link wurde automatisch als defekt markiert. Bitte prüfe den Link gemäß Anleitung und entferne dann diesen Hinweis.